# Pongch’ŏn
Pongch’ŏn (kor. 봉천군, Pongch’ŏn-gun) – powiat w Korei Północnej, w prowincji Hwanghae Południowe. W 2008 roku liczył 79 740 mieszkańców. Graniczy z powiatami: Paech’ŏn i Yŏn’an od południa, Ch’ŏngdan od zachodu, a także z należącymi do prowincji Hwanghae Północne powiatami Rinsan, P’yŏngsan i Kŭmch’ŏn.

## Historia
Przed wyzwoleniem Korei spod okupacji japońskiej, tereny należące do powiatu wchodziły w skład powiatu P’yŏngsan. W obecnej formie powstał w wyniku gruntownej reformy podziału administracyjnego w grudniu 1952 roku. W jego skład weszły wówczas tereny należące wcześniej do powiatów P’yŏngsan oraz Yŏnbaek, konkretnie z miejscowości Sanoe, Sŏbuk, Jŏk'am (wszystkie poprzednio znajdowały się w powiecie Yŏnbaek), Segok, Koji, Masan (powiat P’yŏngch’ŏn). Powiat Pongch’ŏn składał się wówczas z jednego miasteczka (Pongch’ŏn-ŭp) oraz 24 wsi (kor. ri). Do stycznia 1990 roku powiat nosił nazwę P’yŏngch’ŏn, gdy został przemianowany na obecną nazwę.

## Podział administracyjny powiatu
W skład powiatu wchodzą następujące jednostki administracyjne:
| Nazwa jednostki administracyjnej | Rodzaj jednostki administracyjnej | Hangul | Hancha |
| -------------------------------- | --------------------------------- | ------ | ------ |
| Pongch’ŏn-ŭp                     | miasteczko                        | 봉천읍 | 峯泉邑 |
| Haengjŏng-ri                     | wieś                              | 행정리 | 杏亭里 |
| Hakjŏng-ri                       | wieś                              | 한정리 | 寒井里 |
| Sindap-ri                        | wieś                              | 신답리 | 新畓里 |
| Sinmyŏng-ri                      | wieś                              | 신명리 | 新明里 |
| Hwangryong-ri                    | wieś                              | 황룡리 | 黃龍里 |
| Taea-ri                          | wieś                              | 대아리 | 大雅里 |
| Yŏnhong-ri                       | wieś                              | 연홍리 | 鳶鴻里 |
| Ryongch'on-ri                    | wieś                              | 룡촌리 | 龍村里 |
| Songjŏng-ri                      | wieś                              | 송정리 | 松亭里 |
| Pong'am-ri                       | wieś                              | 봉암리 | 鳳岩里 |
| Taeryong-ri                      | wieś                              | 대룡리 | 大龍里 |
| Kundong-ri                       | wieś                              | 군동리 | 群洞里 |
| Ruch'ŏn-ri                       | wieś                              | 루천리 | 漏川里 |
| Jukdong-ri                       | wieś                              | 죽동리 | 竹洞里 |
| Ŭngch'on-ri                      | wieś                              | 응촌리 | 鷹村里 |
| Judap-ri                         | wieś                              | 주답리 | 注畓里 |
| Sŏnggi-ri                        | wieś                              | 성기리 | 聖基里 |
| Hanch'on-ri                      | wieś                              | 한촌리 | 漢村里 |
| Kadong-ri                        | wieś                              | 가동리 | 稼洞里 |
| Hwach'on-ri                      | wieś                              | 화촌리 | 花村里 |
| Sŏksa-ri                         | wieś                              | 석사리 | 石沙里 |
| Kwang'am-ri                      | wieś                              | 광암리 | 廣岩里 |